# Mindennapi élet az ókori Egyiptomban

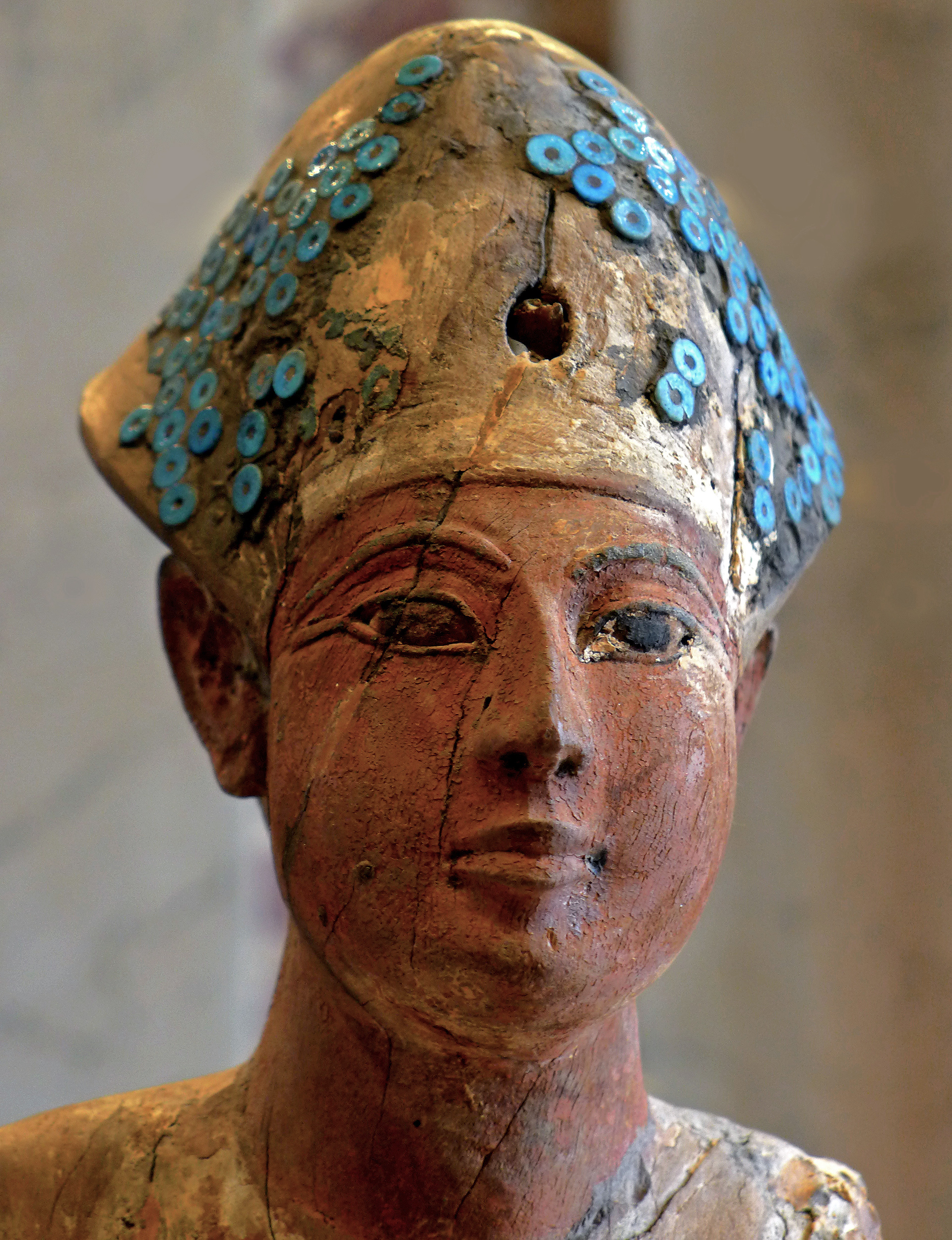
Fáraóképmás. Valószínűleg II. Ramszeszt ábrázolja

Az ókori Egyiptom civilizációja ötezer évvel ezelőtt fejlődött ki, és mintegy háromezer éven át virágzott a Nílus völgyében. Különösen a nagy építkezések alakulása szembetűnő. A civilizáció az egyik csúcspontját az i. e. 13. században, II. Ramszesz fáraó korában érte el, ekkor a világ egyik vezető hatalma volt. A gazdag leletanyagból a történészek nemcsak a fáraók életéről tudtak meg sok érdekes részletet, de az ókori Egyiptom hétköznapjairól is.
Az ókori egyiptomi társadalomban végső soron minden föld a fáraó tulajdona és annak minden lakosa a fáraó rabszolgája volt. Ezért is tekintik az ázsiai termelési mód elméletének hívei ezt a birodalmat e társadalmi formáció egyik tipikus példájának. A társadalom emellett erősen rétegezett volt. A fáraó és környezete alatt a hivatalnokréteg állt, élén a nagy ország helyi vezetőivel. Velük szorosan összefonódott a katonaság, papság, alattuk helyezkedett el a kereskedők, iparosok és kézművesek, majd a munkások és a földhöz kötött parasztok következtek. Legalul, viszonylag kevesen a valódi rabszolgák voltak, akiket ingóságként kezeltek, adtak-vettek. Legtöbbjük a külföldi hadjáratokon esett fogságba; őket az állam osztotta el az urak, a papok és magánemberek (például az obsitos katonák) között. Egyes rabszolgák a gazdagabb családoknál dolgoztak patriarchális körülmények között, őket viszonylag gyakran fel is szabadították. Mások a kő- vagy aranybányákban, embertelen körülmények között fejezték be rövid életüket.
A társadalom felépítését jól tükrözi a városok szerkezete is. A későbbi ókori demokráciáktól eltérően az egyiptomi városokban csak utcák voltak, nagyobb összejövetelekre alkalmas terek szinte egyáltalán nem. Nem szerették a szétszórt településeket, az ideális egyiptomi város négyszög alapú volt, derékszögű utcákkal; centrumában volt a templomi-hivatali központ középületekkel és katonákkal. A központi hatalom gyengülése idején az ilyen városok fellazultak, a középületeket gyakran raktárakká vagy lakásokká alakították. Az utcákat ritkán burkolták, általában csak kitaposott útvonalak voltak, amiket a házak falai szegélyeztek és időnként a kapuk szakítottak meg. Közéletnek nevezhető tevékenység csak a városközpontban, a templomok, hivatali épületek körül vagy azok belső előterében volt. Piacok, más kereskedelmi tevékenységet szolgáló területek, boltok sem voltak: a háztartások részben önellátóak voltak, részben az államtól fizetségül kapott fejadagokat élték fel.

## Társadalom
Az ókori Egyiptomban elméletileg minden föld a fáraó tulajdona és annak minden lakosa a fáraó rabszolgája volt. Ezért is tekintik az ázsiai termelési mód elméletének hívei ezt a birodalmat e társadalmi formáció egyik tipikus példájának. A társadalom emellett erősen rétegezett volt. A fáraó és környezete alatt a hivatalnokréteg állt, élükön a nagy kiterjedésű ország helyi vezetőivel, illetve a velük összefonódó katonaság, papság. Alattuk helyezkedett el a kereskedők, iparosok, kézművesek rétege, majd a munkások illetve a gyakorlatilag a földhöz kötött parasztok következtek. Legalul, viszonylag kis számban, a valódi rabszolgák voltak, akiket ingóságként kezeltek, adtak-vettek. Ők legtöbbször a külföldi hadjáratok során fogságba került személyek, akiket aztán az állam osztott el az urak, a papok és a magánemberek, például obsitos katonák között. A rabszolgák sorsa között is nagy különbség volt. Egy részük a gazdagabb családok mellett dolgozott, patriarchális körülmények között, viszonylag gyakran fel is szabadították őket, mások rövid életüket a kő- vagy aranybányákban dolgozva, embertelen körülmények között fejezték be. Szegény dolgozóknak is lehetett rabszolgájuk; egy III. Amenhotep korabeli okmány szerint egy pásztor felajánlotta társának a rabszolganőjét két napra fizetségért, hogy ruhát vásárolhasson magának.

### Városszerkezet
A társadalom felépítését jól tükrözi a városok szerkezete is. A későbbi ókori demokráciáktól eltérően az egyiptomi városokban csak utcák voltak, nagyobb összejövetelekre alkalmas terek szinte egyáltalán nem. Nem szerették a szétszórt településeket, az ideális egyiptomi város négyszög alapú volt, derékszögű rendben épült fel, centrumában a templomi, hivatali központtal, középületekkel, katonákkal. A központi hatalom meggyengülése idején aztán az ilyen városok fellazultak, és gyakran a középületekből is raktárak vagy lakások lettek.
Az utcákat ritkán burkolták, általában csak kitaposott útvonalak voltak, amit a házak falai szegélyeztek, időnként a házkapuk által megszakítva. Közéletnek nevezhető tevékenység csak a városközpontban, a templomok, hivatali épületek körül, vagy azok belső előterében folyhatott. Piacok, más kereskedelmi tevékenységet szolgáló területek, boltok sem léteztek, a háztartások önellátó gazdálkodást folytattak, illetve az államtól fizetségül kapott fejadagokat élték fel.

### Hadsereg

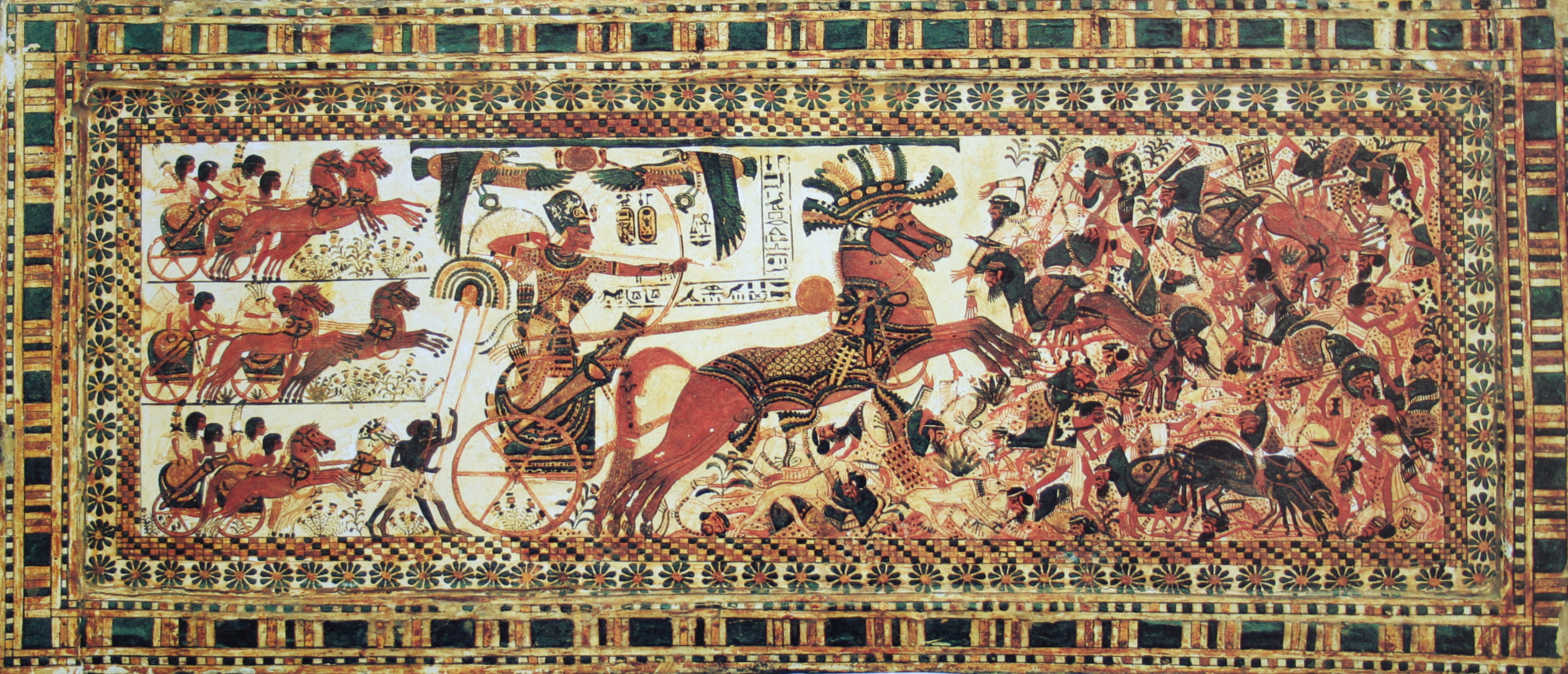
Csatajelenet Tutanhamon sírjából

Az ókori Egyiptom történetének virágzó periódusaiban katonai szuperhatalom volt; a hadsereg a társadalom mindennapi életének jól látható részeként funkcionált. Az ország erődvonalat tartott fenn a déli, nyugati és északkeleti határokon. Rendszeresek voltak a támadó hadjáratok, amiket a fáraó vagy egyik fia vezetett. A hadsereg hivatásos szervezet volt, tisztikarral, hivatalnoki apparátussal. A katonák leszerelésük után földbérletet, marhákat vagy rabszolgákat kaphattak obsitként, illetve részesültek a hadizsákmányból. Idegenek is szolgáltak a hadseregben, ők a rabszolgasorból emelkedtek fel, vagy a környező országokban toborozták őket. Fontos szerepet játszottak a Núbiában honos medzsaí nevű etnikum tagjai, akiket már az egyiptomi óbirodalom idejétől alkalmaztak katonai és rendőri célokra, II. Ramszesz korában pedig önálló elit félkatonai alakulatot állítottak fel tagjaikból.
A sereg létszáma ebben a korban mintegy húszezer fő volt, a kiszolgáló személyzeten kívül. Ötven katona alkotott egy szakaszt, öt szakasz egy századot, húsz század egy hadosztályt. A négy, egyenként ötezer fős hadosztályt tábornokok irányították, és egy-egy istenség nevét vették fel: Ré, Ptah, Amon és Széth. Fegyverzetük az íj és nyíl, a gerely, bronzfejszék, lándzsák, tőrök voltak. A harci szekerek alkották az egyiptomi hadsereg elit egységeit.

### Külföldiek

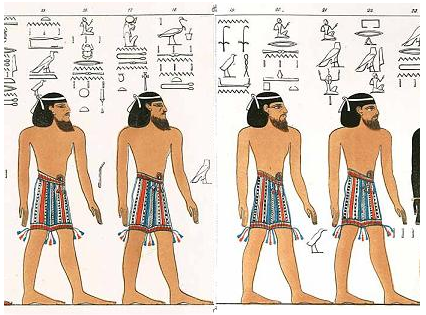
„Ázsiaiak” óegyiptomi ábrázolása

II. Ramszesz idejében Egyiptomban már sok külföldi élt, a núbiai és más zsoldoskatonáktól a hadifoglyokból lett rabszolgákig. Sok külföldi kereskedő is tevékenykedett az országban, idegen hatalmak küldöttei, követei is rendszeresen felkeresték az országot. Voltak állandó jellegű, külföldiekből álló kolóniák is, amelyeket általában a hazájukból különböző okok miatt elmenekült személyek alapítottak. A fáraók udvartartásában is voltak idegen származásúak; az uralkodó külpolitikai okokból elvett feleségeitől az udvar fényét emelő magasabb rangú külföldi szolgák, „szakemberek” csoportjáig. II. Ramszeszről tudható, hogy két hettita felesége (egyikük Maathórnofruré) és több szír pohárnoka volt. Az egyiptomiak a külföldieket három csoportba osztották: a délieket mind núbiainak, a nyugatiakat líbiaiaknak, az északkeleti szomszédokat ázsiaiaknak nevezték.

## Vallás

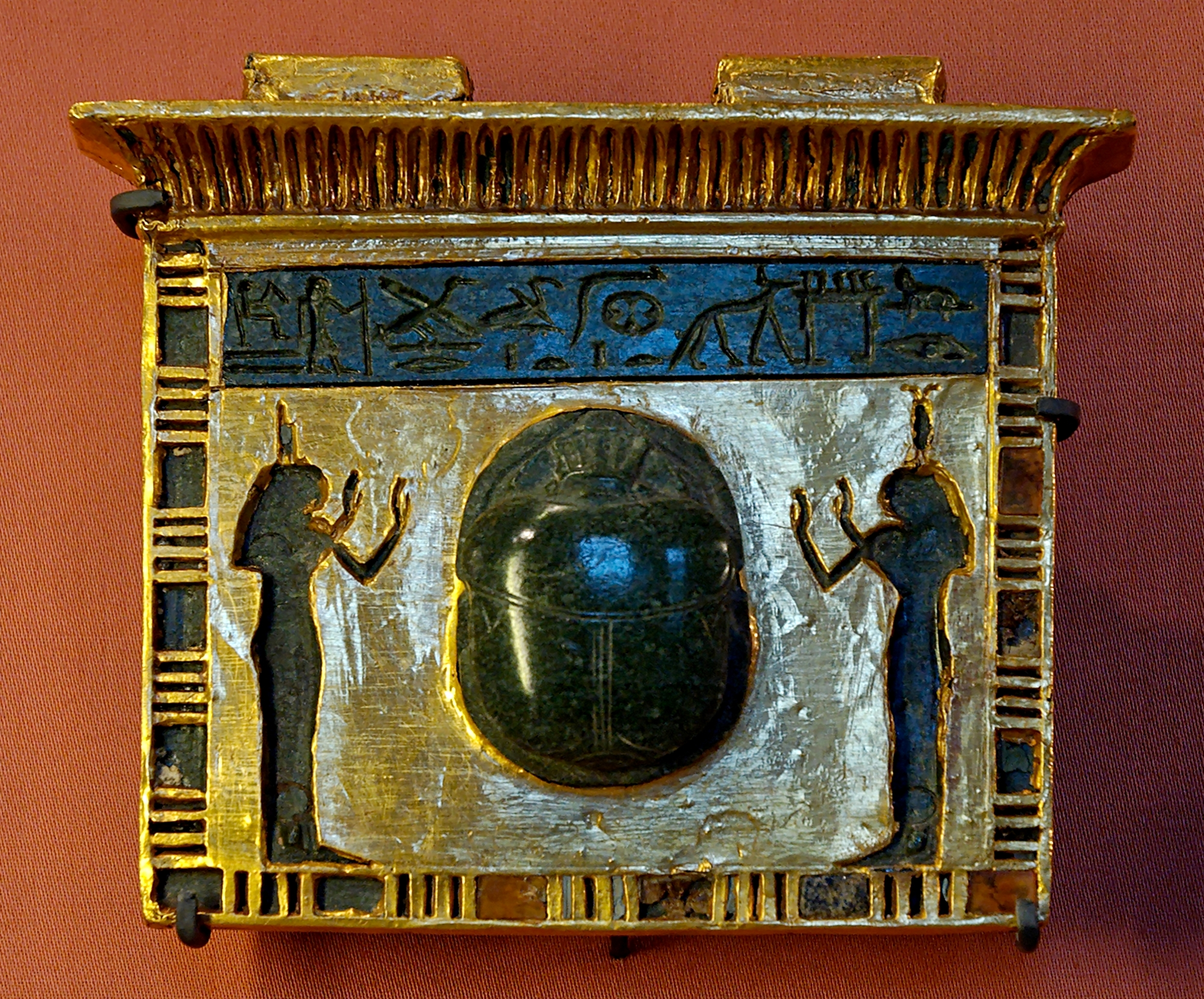
Szkarabeusz amulett

A vallási hiedelmek mélyen áthatották az egyiptomi emberek mindennapi életét. E vallásban nem létezett átfogó, dogmatikus rendszer, az egyiptomi világképnek azonban egységes színezetet adott a harmóniára való törekvés. Az egyes természeti jelenségekben természetfölötti erőknek a megtestesülését látták, és ezeket a hieroglif írásban, valamint a művészi ábrázolásokban emberi, állati, növényi vagy akár tárgyi alakban mintázták meg. Az istenek többnyire nem emberi, hanem állati alakban jelentek meg, illetve gyakran az emberi testet állatfejjel ábrázolták, esetleg ugyanazt az istent többféle állat fejével is. Az egyiptomiak rengeteg vallásos tárgyú amulettet tartottak a házukban vagy viseltek a rontások és a rossz szellemek elriasztására. Hitük szerint szinte mindennel spirituális kapcsolatban álltak, beleértve a természet összes fő elemét, az égi objektumokat, a társadalmi életet és a fáraót is.

## Gazdasági élet

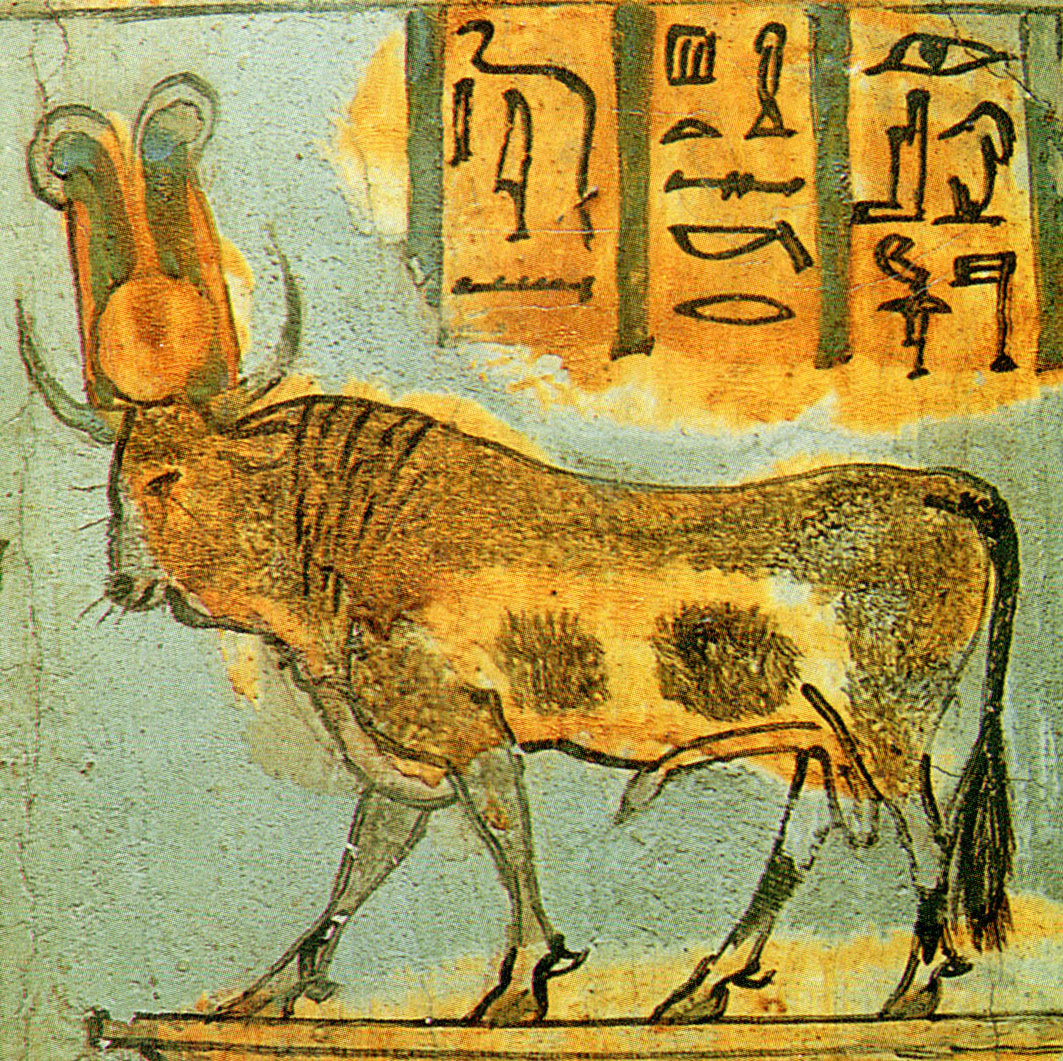
A szent Ápisz bika ábrázolása egy koporsón

A gazdasági élet alapja a Nílus által táplált mezőgazdaság volt. A korabeli egyiptomi naptár is ehhez igazodott. Három részre osztották az évet: a július közepétől november közepéig terjedő négy hónap, az ahet a Nílus áradásának ideje volt. Ezután március közepéig tartott a peret, a termés érésének ideje, majd a semu következett, az aratás ideje. Kilenc munkanapot követett egy szabadnap, de viszonylag gyakoriak voltak az egyéb ünnepek miatti munkaszüneti napok is. A parasztság túlnyomó részben állami és egyházi tulajdonban lévő földeken dolgozott. A termés nagy részét az állam gyűjtötte be tőlük. A kézművesek, munkások személyükben általában szabadok voltak, de csekély, a fáraó természetbeni adományaként juttatott fizetésükért keményen kellett dolgozniuk. A parasztok és a különböző más dolgozók, rézművesek, kőfaragók kemény, szinte embertelen körülmények között folytatott munkáját a fennmaradt korabeli irodalmi szövegek részletesen, sok esetben eltúlozva ábrázolják. Ennek az az oka, hogy ezeket a műveket elsősorban a hivatalnok-utánpótlás oktatására használták a leendő írnokok iskoláiban, és így akarták motiválni őket a szorgalmasabb tanulásra.
Az állattenyésztésben a szarvasmarha volt a legfontosabb, amit minden bizonnyal az újkőkorszakban, a Szaharában (amikor az még zöldellő szavanna volt) tenyésztettek ki a pásztornépek az őstulok észak-afrikai változatából. A pásztorkodásnak az egyiptomi civilizáció keletkezésében betöltött fontos szerepére utal a fáraók hatalmi jelvényei közül a pásztorbot és az ostor. A fáraó és a templomok tulajdonában álló, hatalmas állami marhacsordákat a Nílus deltájának mocsaras legelőin tartották az áradások megérkeztéig, amikor magasabb térszínre terelték őket, terelőkutyákat is alkalmazva. A közemberek közül a gazdagabbaknak is legfeljebb csak néhány marhájuk lehetett. A szarvasmarhákon kívül nagy számban tartottak juhokat, kecskéket, sertéseket és szamarakat is. A lovakat csak a hódító hükszoszok ismertették meg az egyiptomiakkal, akik aztán gyorsan magukévá tették a lótenyésztés és a harci kocsik alkalmazásának ismereteit. Mezőgazdasági munkára azonban továbbra is inkább a szamarakat alkalmazták.
A korabeli kézművesek, munkások évszázados, esetenként már akkor is évezredes tapasztalatok alapján, nagy szakértelemmel, ügyességgel végezték munkájukat. Gyakori szakma volt az ácsoké, kosárfonóké, hajóépítőké, fazekasoké, kötélfonóké, szövőké. A fémművesek főleg a réz feldolgozásával foglalkoztak, a bronz csak az Újbirodalom korában kezdte azt kiszorítani. A kézműves foglalkozásokat a szövés, ruhakészítés munkáján kívül főleg férfiak végezték. A különleges, már művészi jellegű munkákat végző szobrászok, bútorkészítők, ékszerészek, sírfestők nagyobb társadalmi megbecsülésnek örvendtek, és az uralkodó osztály megrendelésére dolgoztak.
Az országban az újbirodalom idején már elég élénk kereskedelem folyt, de a pénzt még nem alkalmazták. A pénz előképeként a fém réz, ezüst és arany szolgált, de leginkább cserekereskedelmet folytattak a különböző árukkal. A leggyakoribb „pénzegység” a deben volt, azaz 91 gramm réz. A munkások átlagos napi bére például tíz vekni kenyér és két korsó sör volt. Ezeket el lehetett cserélni más szükséges termékekre.
| Árucikkek             | Ár debenben |
| --------------------- | ----------- |
| 1 zsák vagy véka árpa | 1-2         |
| 1 szamár              | 25-40       |
| 1 tehén               | 50          |
| 1 kacsa               | 0,5         |
| 25 liter sör          | 1-2         |
| 1 korsó bor           | 2           |
| 1 korsó szezámolaj    | 1           |
| 1 tunika              | 4-5         |
| 1 szoknya             | 15          |

A kereskedők, utazók nagy távolságra is leginkább gyalogosan közlekedtek, csak a poggyászukat rakták fel teherhordó állatra, általában szamárra. Az ország fő közlekedési útvonala a Nílus volt, amelyen számtalan kisebb-nagyobb csónak, hajó közlekedett. A folyamot szabályozó gátak teteje is keskeny gyalogútként funkcionált. Hidak nem voltak, a vizeken gázlók, csónakok, tutajok segítségével keltek át. Az urakat hordszékeken vitték.

## Lakás, családi élet, konyha

### Házak, kertek

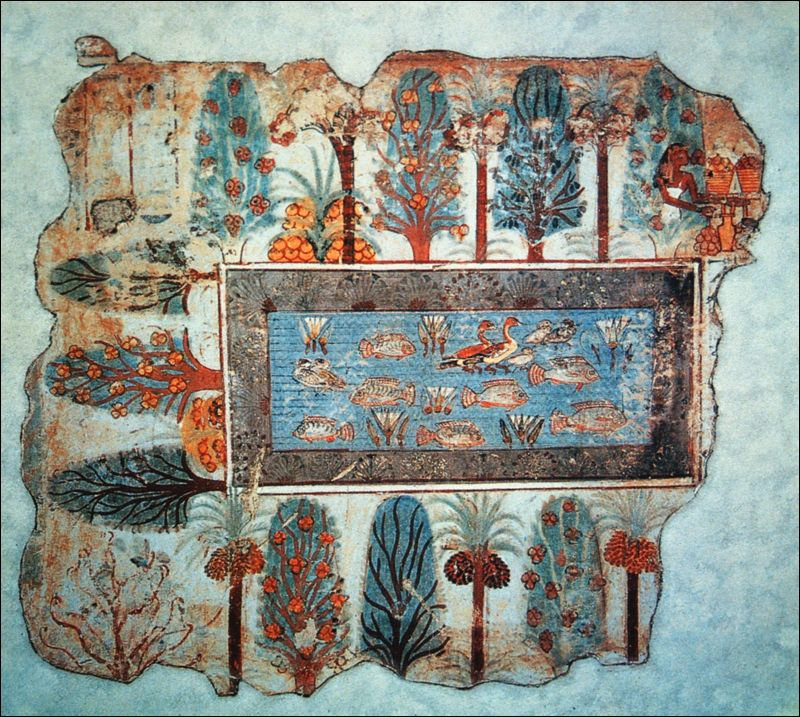
Kert ábrázolása medencével egy sír freskóján

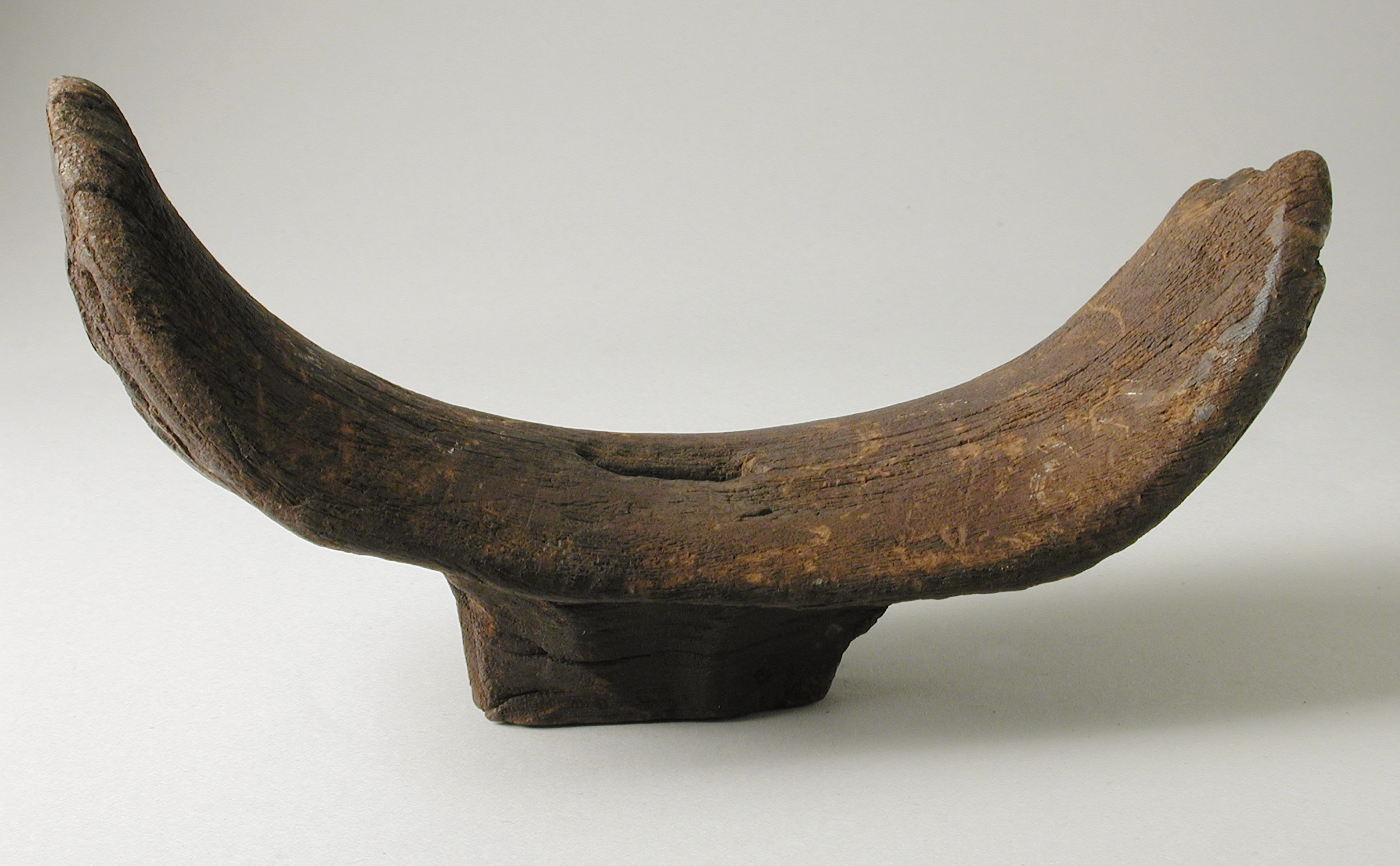
Fa fejtámla az alváshoz

Az átlagos egyiptomi lakóépületek a falvakban sűrűn egymás mellett vályogtéglából épült házak voltak. A beltér általában mindössze háromszor nyolc méter, ebben volt a nappali, a tárolók és a hálók is. Szalmazsákon aludtak, párna helyett kőből vagy fából készült fejtámaszt alkalmaztak, mélyedéssel a tarkónak. A főzés, mosás a hátsó udvaron folyt. Tüzet tűzfúróval gyújtottak, a háztartásokban sokféle agyagedényt használtak.
A tehetősebb családok házai nagyobbak, egyemeletesek voltak, elérhették a 2000 négyzetmétert is. Háttal álltak a sivatagi homokot hordó szélnek. A bejáratot előkerten, udvaron át lehetett megközelíteni. A ház padlózatát téglával burkolták. A falban csak kis ablaknyílások voltak, amiket fatáblával vagy gyékényfonattal lehetett elzárni. Az ajtókat fából készült kilincsekkel, zárakkal látták el. Az eső hiányában laposra épített háztetőket fából építették és sárral, náddal tapasztották. A forró estéken, éjszakákon a háztetőn kerestek enyhülést. A házak belső kertjei oázis hangulatát árasztották kis vízmedencével, virágokkal és gyümölcsfákkal. Lugasokra szőlőt futtattak fel. A ház körül konyhakertet gondoztak.
Még a királyi paloták fő építőanyaga is a vályogtégla volt, a mennyezetet oszlopok tartották. A falakat vakolták, festették, a padlót mozaikkal díszítették.

#### Lakberendezés
A szegények lakásaiban bútor alig volt, egy-két kisebb faláda birtoklása már némi jólétet jelzett. Náluk a berendezés – a kosarak, asztalok, székek, ágyak, szőnyegek – alapanyaga a mindenhol rendelkezésre álló gyékény, nád, sás volt. Ezeknek alig tulajdonítottak értéket, házuk szinte mindig nyitva állt. A gazdagabbak lakásaiban már több volt az – Egyiptomban ritka és drága – fa. A leggyakoribb bútordarab az ülőhely volt, a kis ülőkétől a karosszékig. A hivatalnokok lakásaiban írószoba is volt, kis szekrényekkel a papiruszok elhelyezésére. A gazdagok jól felszerelt hálószobáiban, baldachinos ágyaiban sem használtak azonban fejpárnát, hanem csak a hagyományos – fából vagy kőből készült – fejtámaszt, valamint ritkábban lábtámaszt is.

#### Fűtés, világítás, szemétkezelés, higiénia
A klíma miatt leginkább csak hűvös esténként lehetett szükség kis fűtésre, amit parázstartókban égetett tehéntrágyával oldottak meg, mivel a fa drága volt, a faszén pedig állami monopólium. Esténként – szükség esetén – kis olajlámpákkal világítottak. Az utakon a „sivatag olajával”, azaz kőolajjal átitatott rongyból készült fáklyát használhattak azok, akiknek éjjel feltétlenül közlekedniük kellett. A szemetet a kert végében vagy a falu szélén kialakult szemétdombra hordták, ahol aztán patkányok és kóborló háziállatok „dolgozták fel” azt. Az emberek a szükségüket a házon kívül bárhol elvégezték; a házon belül kis edényeket alkalmaztak erre, aminek tartalmát aztán szintén az utcára vagy a csatornába öntötték. A higiéniai viszonyok nagyon rosszak voltak mind az utcákon, mind a csatornákban. A tiszta víz ritka és drága volt: a Nílusból vagy ásott kutakból nyerték és agyagkorsókban hordták el a felhasználás helyére. A gémeskutak használata általános volt.

### Házasság, szexualitás, gyermekáldás
A közemberek, dolgozók korán házasodtak, általában már tízes éveikben feleséget választottak maguknak. A XVIII. dinasztia korától az Egyiptomi újbirodalom egész ideje alatt a fiatal férfiak nővérüknek szólították a kiválasztott lányt, hasonlóképpen a lányok fivérüknek a fiatalembert. A férfiak nősülésére és házhoz jutására ugyanazt a szót használták (akárcsak a magyarban a házasodás). A lányok leggyakrabban tizenkét és tizennégy éves koruk között mentek férjhez, az előkelőbbek, gazdagabbak kissé később. A párválasztásban a családok közötti megegyezés mellett a szerelem is nagy szerepet játszott, amint erről a gazdag óegyiptomi szerelmi költészet is tanúskodik. A fiatalok kikérték szüleik beleegyezését is. Mind a férj, mind a feleség kezdeményezhetett válást, de ennek anyagi következményei súlyosak lehettek.
A gazdag családokban az örökség a legidősebb lány elsőszülött fiának jutott. Ezért különös tisztelet övezte a családokban az anya apját. Az örökösödés azonban nem volt automatikus, a végső döntést a fáraó hivatalnokai hozták meg.

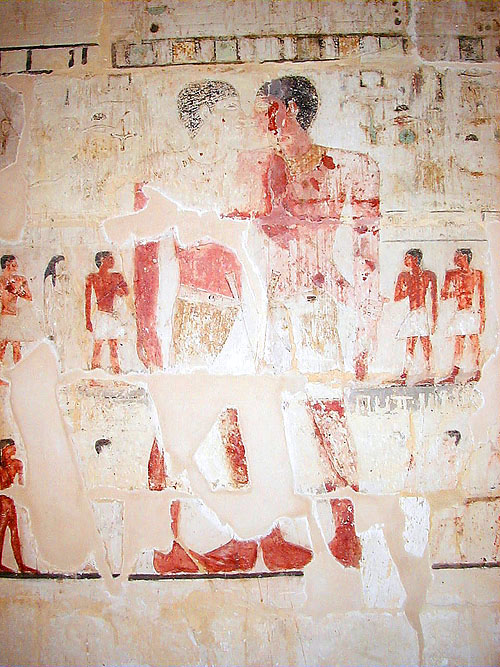
Nianhhnum és Hnumhotep ábrázolása közös sírjuk falán Szakkarában. A két férfi közös életét a falfestmények rendkívül bensőséges jeleneteken mutatják be. Ezen a képen átölelik egymást és orruk összeér, utóbbi a csókot jelképezte az ókori Egyiptomban

A házasság fő célja a gyermekáldás volt, a gyermektelen házaspárok nem élveztek tiszteletet. A szülést nagy figyelem övezte, igyekeztek minden segítséget megadni a vajúdó anyának, de ennek ellenére is átlag minden harmadik újszülött életét vesztette, és sok asszony is belehalt a szülésbe. Egy családban átlagosan négy-hat gyermek született. A csecsemőket akár hároméves korukig is szoptatták. A felcseperedő gyermekeket nagy szeretet övezte a családokban. Első éveikben – amikor csak az időjárás engedte – meztelenül jártak. A fiúkat 10-12 éves korukban körülmetélték.
Az átlagembereknek csak egy hitvesük volt, a fáraónak azonban korlátlan számú felesége lehetett. Az unokatestvérek és féltestvérek közötti házasság elfogadottnak számított, a fáraó családjában közvetlen rokonok is házasodhattak egymással. A fáraók gyakran vették feleségül lánytestvérüket vagy lányukat is. A történészek vitatkoznak arról, hogy ez utóbbi esetben nemi kapcsolatról is szó volt-e, vagy csak „politikai” házasságról. A gazdagabb közemberek törvényes feleségük mellett házukban ágyasokat is tarthattak, akiknek a gyermekeit a házaspár örökbe fogadta. A házon kívüli nemi kapcsolatokat a férfiak esetében sem nézték jó szemmel.
A homoszexualitás társadalmi elfogadottságáról keveset tudunk. Az egyiptomi mitológiában szerepelnek elítélő történetek az istenek közötti homoszexuális kalandok kísérleteiről, a legismertebb ilyen történet Széth és Hórusz mítoszához kapcsolódik: az egyik verzió szerint Széth megerőszakolta Hóruszt, más változat alapján azonban közös beleegyezéssel közösültek. Az V. dinasztia korában élt férfiakat, az első ismert homoszexuális párként számon tartott Nianhhnumot és Hnumhotepet a legtöbb feltételezés szerint azért temették közös sírba és azért ábrázolták őket a masztaba falán házastársakra jellemző módon, mert egy párt alkottak. Ezek alapján a homoszexualitás az ókori egyiptomiak körében nem számíthatott elítélendő dolognak.
A házasságtörést súlyosan büntették, leginkább a feleséget; a férfiakat főleg akkor, ha más feleségével kezdtek viszonyt. Mindenezek ellenére a prostitúció széles körben elterjedt volt, és a gazdagok nagy bankettjei gyakran orgiákba torkollottak. A fennmaradt ábrázolások szerint a leggyakoribb szeretkezési póz az úgynevezett misszionárius, szemtől szembeni összefonódás lehetett, a hátulról történő közösülés ritkább volt.
A férjes asszonyok általában csak a háztartásban dolgozhattak, de helyzetük nem volt alávetett: lehetett saját rendelkezésű birtokuk, perképesek voltak a bíróságon, saját vagyonukat szabadon adhatták örökbe.

### Étkezés
Az alapvető élelmezési cikkek a kenyér és a sör voltak, amit tönkölybúzából, illetve árpából készítettek. Sokféle kenyeret ismertek, voltak mézzel és datolyával édesített változatok is. A liszt gyakran volt homokkal szennyezett, ezért az egyiptomiak fogai gyorsan koptak. Az alacsony alkoholtartalmú sört víz helyett is fogyasztották, mert a Nílus és a csatornák vize nem volt egészséges, az ásott kutak ritkák voltak, tisztavízű források pedig a szétszórtan elhelyezkedő oázisokban voltak csak (az oázisokban gyakran élt egy, vagy akár néhány család, hevenyészett közösséget alkotva, amely leginkább az újkori tanyavilághoz hasonlítható életmód volt). A bor luxuscikk volt, a legjobb minőségűeket a Fajjúm-oázisban és a Nílus deltájában készítették, szőlő mellett fügéből, datolyából, gránátalmából is. Töményebb italokat szintén datolya és füge levéből sűrítettek.
A Nílus öntéstalaján bőven teremtek a zöldségfélék, amik az egyiptomi étrend fontos részét alkották. Sok hagymát, fokhagymát, uborkát, salátát fogyasztottak. Ezekről a zöldségfélékről a Szentírás is említést tesz mint a kényszermunkára fogott zsidók és egyiptomi közemberek mindennapi eledeléről. (Számok könyve 11,5.) Az étrend alkotóeleme volt még a sokféle hüvelyes, a csicseriborsó, a lencse és különböző babfajták. Ismert fűszer volt a koriander és a kömény. A mindennapi étkezések általában kenyérből, nyers hagymából és uborkából álltak, amihez sört ittak.
A hús fogyasztása ritka volt. A szarvasmarhát a tejéért tartották, a marhahús fogyasztása csak a leggazdagabbak kiváltsága volt. A közemberek csak szárnyasok – főleg liba (a tyúkot nem ismerték) –, birka, kecske, esetleg sertés húsához jutottak hozzá időnként. Hálóval, hurkos csapdával, nyíllal vagy dobófával madarakra vadásztak. Sokféle halat is fogtak a Nílusban, a tavakban, mocsarakban, csatornákban, és a tengerpart mentén vonóhálóval, varsával, horoggal. Közülük a legkedveltebb a gyakori és finom nílusi sügér volt.

### Ruházat
Az egyiptomi öltözködés két végpontja a munkások piszkos ágyékkötője és az uralkodó környezetének pliszírozott hófehér ruhája volt. Ismerték a kendert és a birkagyapjút is, de a leggyakoribb ruhaanyag a len volt. A magasabb rangú férfiak általában szintén lenből készült hosszú vagy térdig érő szoknyát, ezen felül kötényt, vállszalagot, illetve tunikát hordtak. A nők sokféle, testhez álló, vállpántos vagy dekoltált ruhát viseltek. A hideg ellen a férfiak és nők is használtak kendőt, köpenyt. Szandálokat papiruszsásból vagy bőrből készítettek, de a legtöbb egyiptomi általában mezítláb járt.

#### Szövés, szabás-varrás, ruhamosás
Az ókori Egyiptomban eleinte vízszintesen elhelyezett szövőszék felett görnyedtek a szövőnők állami manufaktúrákban. Az Újbirodalom idején elterjedt az álló szövőszékek alkalmazása, és már kizárólag férfiak végezték ezt a munkát. Egészen finom szálakkal is dolgoztak, amiből selyemhez hasonló minőségű lenszövetet is tudtak készíteni.
A közemberek ruháit a saját háztartásukban szabták-varrták, amire abból következtethetünk, hogy fa-, csont-, bronz- és réztűk is előkerültek az ásatások során. A gazdagok varrónői műhelyeiben rendkívül precíz munkát végeztek. Szegények és gazdagok egyaránt nagy súlyt fektettek a ruhák tisztaságára, mintegy ellensúlyozva a környezeti higiénia számos hiányosságát. A köznép asszonyai nátrium-karbonátból (ami nevét a Kairó és Alexandria között elterülő Vádi Natrúnról kapta) készült szappannal mostak a folyóágak vagy csatornák partján. A gazdagok nagy mosodákban végeztették ezt a munkát, ahol férfiak dolgoztak. Ez a tevékenység a fáraó környezetében is fontosnak számított, a „főmosodás” nemesi rang volt.

### Hajviselet, szépítkezés

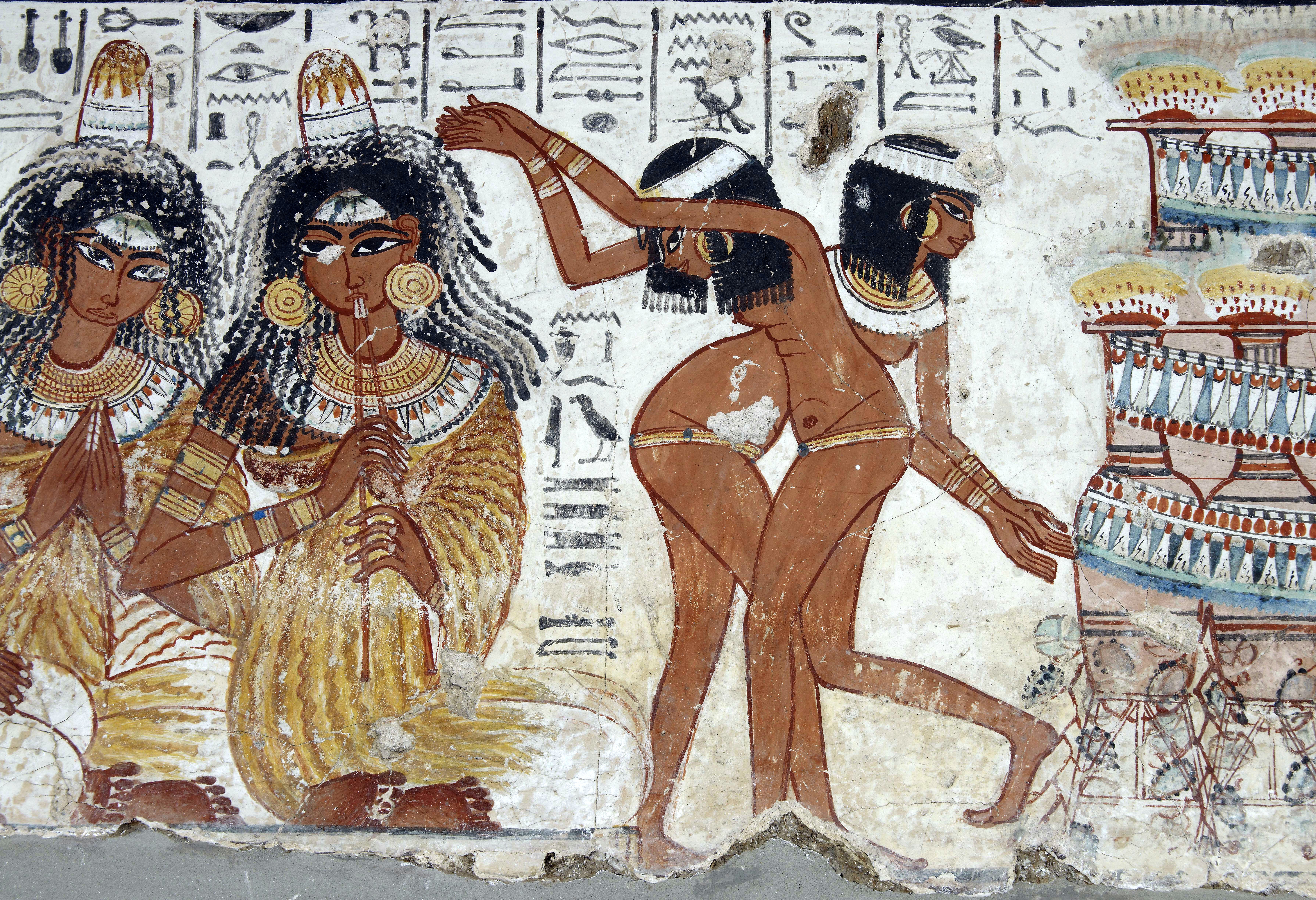
Kifestett szemű egyiptomi zenészek, táncosok

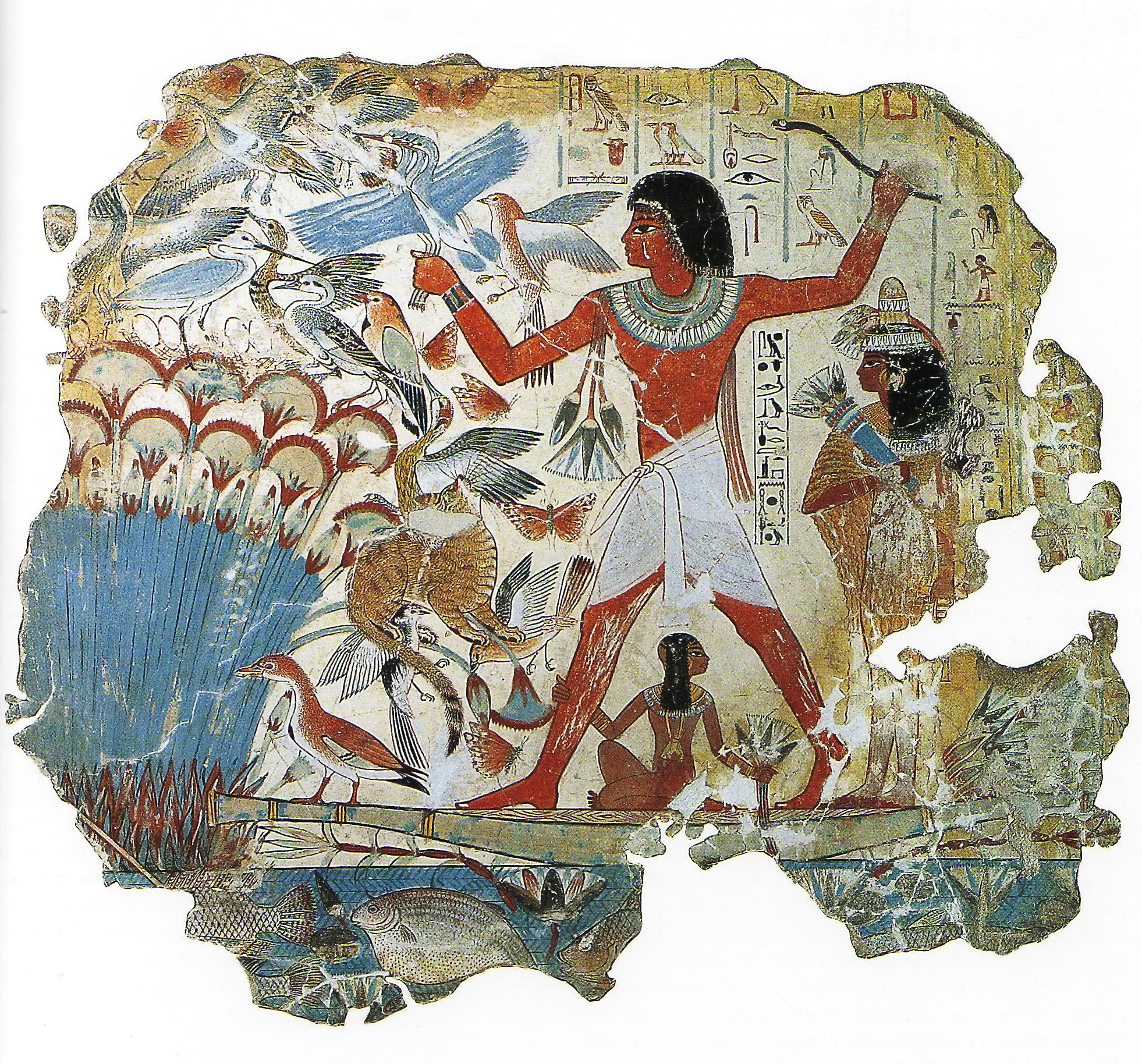
Madárvadászat

Bár vallási vagy más okokból gyakori volt a haj leborotválása, de egyébként a divat alakulása szerinti változatos hajviseleteket is hordtak férfiak és nők egyaránt. Az egyiptomi munkások, közemberek általában kényelmes, rövid frizurát viseltek, az előkelők viszont rafinált parókákat hordtak. Bajuszt és a szakállt nem viseltek, ami alól ritka kivétel volt Rahotep herceg még a IV. dinasztia idején, akinek bajuszos ábrázolása maradt fenn. Sokféle szert ajánlottak hajhullás ellen (például oroszlán, víziló, krokodil, macska, kígyó és vadkecske zsírjának keverékét), ismertek és alkalmaztak hajfestékeket, hajápoló szereket. A köznapi emberek borbélyai az utcán dolgoztak, a vendéget egy zsámolyra ültetve. A nők gyakran epiláltak is. Férfiak és nők körében egyaránt széles körben elterjedt volt a paróka viselete. A drága, természetes hajból készült parókák mellett különféle növényi rostokból is készítettek póthajat.

A szemüket férfiak és nők egyaránt antimon-tartalmú szürke porból készült festékkel (mesdemet, 
| O34 · D46 | G17 | F21 · D4 |

) emelték ki, ami szerintük védte azt az éles napsütéstől és a gyakori szembetegségektől. Számtalan egyéb arcfestéket, kozmetikai eljárást és szert, olajat, krémet és illatszert is alkalmaztak, főleg – de távolról sem kizárólag – a nők.
Az egyiptomi óbirodalom idején a nők tetováltatták is magukat. Ehhez halszálkát vagy fanyelű bronztűt használtak. A tetoválás színe leggyakrabban a kék és a fekete volt, a motívumok általában egyszerűek, például kipontozott háromszög, de a táncosnők, muzsikus lányok, prostituáltak gyakran Bész alakját varratták magukra, mert ő volt a tánc, a zene, a szexualitás istene.
Az egyiptomi ékszerkészítő mesterek számtalan különféle ékszert készítettek, sokuk hozzáférhető volt az egyszerű emberek számára is. Gyakoriak voltak a kerámiából készült, színes mázzal borított gyöngyök, függők. Az arany és ezüst ékszereket féldrágakövekkel, drágakövekkel díszítették, mint a karneol és a türkiz. Leginkább nyakláncokat, de gyűrűket, kar- és bokapereceket szintén használtak, és a XVIII. dinasztia korától a fülbevalók is divatba jöttek.

### Tisztálkodás
Az egyiptomiak rendkívül nagy gondot fordítottak a testi tisztaságra, tisztálkodásra. Ennek fő oka, eredete talán abban rejlett, hogy az ország természeti, éghajlati körülményei miatt nagyon sok volt akkoriban is – akárcsak ma – az élősködő, kellemetlen rovar és egyéb, az egészségre ártalmas élőlény. A szőrzet leborotválása – gyakran a fejtetőn is – valószínűleg szintén higiéniai okok miatt terjedt el.

### Szórakozás, játékok
Népszerűek voltak a táblajátékok, kis figurákkal és a lépéseket irányító dobókockával. Néhányuk nagyon hasonlított a mai vagy közelmúltbéli játékokra. Már az Óbirodalom idején ismert volt a kígyójáték (mehen). Egy önmagába tekeredő kígyó testének rajzát mezőkre osztották, ezeken lépdeltek a játékosok figurái kockadobások eredményeinek megfelelően, hasonlóképpen a ma is ismeretes „Ki nevet a végén” nevű társasjátékhoz.
A falvak fiatal lakóinak gyakori szórakozása, sportja volt a boksz, a birkózás és a botharc. Továbbá szintén kedvelték azt a ma is ismerős játékot, aminek során az egyik résztvevő lefeküdt a földre, valaki ráhúzott hátulról, és a szenvedő alanynak ki kellett találnia, ki volt a tettes. A fáraók is szívesen nézték a katonák harci játékait, a nyíllövést és a dárdavetést. Evezősversenyeket és egymás hajóinak vízbe borítását célzó küzdelmeket is szerveztek. A lányok körében a mai ritmikus gimnasztikához hasonló játékok voltak népszerűek.
Gyakran szerveztek vadászati kirándulásokat is a mocsarakba. Komolyabb vadászatokat csak a nemesség, a fáraó környezete indíthatott, gyakran magának a fáraónak a részvételével. Ezek megrendezett körülmények között zajlottak: előre felhajtott, bekerített vadak, oroszlán, leopárd, bivaly, víziló ellen.
Egyiptomban nagyon sok ünnepet tartottak, az állami, egyházi ünnepek sorától az esküvők, születésnapok mulatságaiig. Az ének, zene és tánc nagyon népszerű volt, és vallásos köntösben is űzték. Az Óbirodalom idején még csak egy-két hangszerrel kísérték az éneket, de az Újbirodalom korában már számos bonyolultabb fúvós, húros és ütőhangszert ismertek és használtak. A gazdagok bankettjei hosszan tartó lakomák voltak, különleges ételekkel, rengeteg szeszes itallal, gyakorlatilag meztelen lányok által szolgáltatott zenével, tánccal. Egyszerűbb körülmények között, de a szegényebb parasztság is gyakran rendezett mulatságokat.

## Egészségügy
Az egyiptomi orvostudomány a maga korában igen fejlett volt. Az orvostársadalom a falusi gyógyítóktól a fáraó orvosáig szigorú hierarchiába rendeződött. Nagy gyakorlatuk volt a traumás eredetű sérülések kezelésében. Több orvosi ágazatra specializálódtak: voltak fogorvosok, nőgyógyászok, kígyó- és skorpiómarással foglalkozó orvosok. Bár a munkások élettartama általában rövid – 30-36 év – volt, az előkelők között sokan magas életkort éltek meg.

## Oktatás
Az egyszerű dolgozók gyermekeinek oktatása a családban folyt, a szülők tanították meg őket a saját munkájuk ellátására. Szervezett oktatásban csak a felsőbb osztályok fiúgyermekei részesültek, akik hivatalnoki pályára lépésük előtt jártak iskolába. Kivételes esetben előfordulhatott, hogy ezek az iskolák alacsonyabb társadalmi osztályból is fogadtak tehetséges tanulókat, vagy hogy előkelő családoknak nem csak a fiai, hanem a leányai is megtanultak írni-olvasni magántanár révén.
Az egyiptomi iskolák alapvető tantárgyai az írás, az ékesszólás és a matematika voltak, hiszen az egyiptomi hivatalnokok munkája főleg a könyvelés, földmérés, építészeti tervezés volt. Néhány tanuló idegen nyelvet is tanulhatott, mint az akkád, a föníciai, illetve Kánaán nyelvei. Az oktatás fő módszere a klasszikus szövegek memorizálása, másolása volt, a nevelés fő tartalma pedig a kötelességtudás és az igazságosság. A testi fenyítés mindennapos volt.
A szorgalmas diák néhány év alatt elérhette az „írókészlettel rendelkező írnok” rangját, ami egyfajta diplomának felelt meg. Ezután lehetősége volt továbbtanulni is: a matematika, a geometria, a csillagászat vagy az orvostudomány terén.

## Igazságszolgáltatás
Az igazságszolgáltatás rendszere fejlett volt. A bíróságokon dolgozó hivatalnokok meghallgatták az ügyfeleket a vitás ügyekben, majd ítélkeztek. Vagyonvitákban, lopások esetén pénzbüntetést, testi fenyítést alkalmaztak, a nagyobb bűnök elkövetőit kényszermunkára, csonkításra, vagy halálra ítélték – az utóbbi általában karóba húzást vagy máglyahalált jelentett.

## Állat- és növényvilág

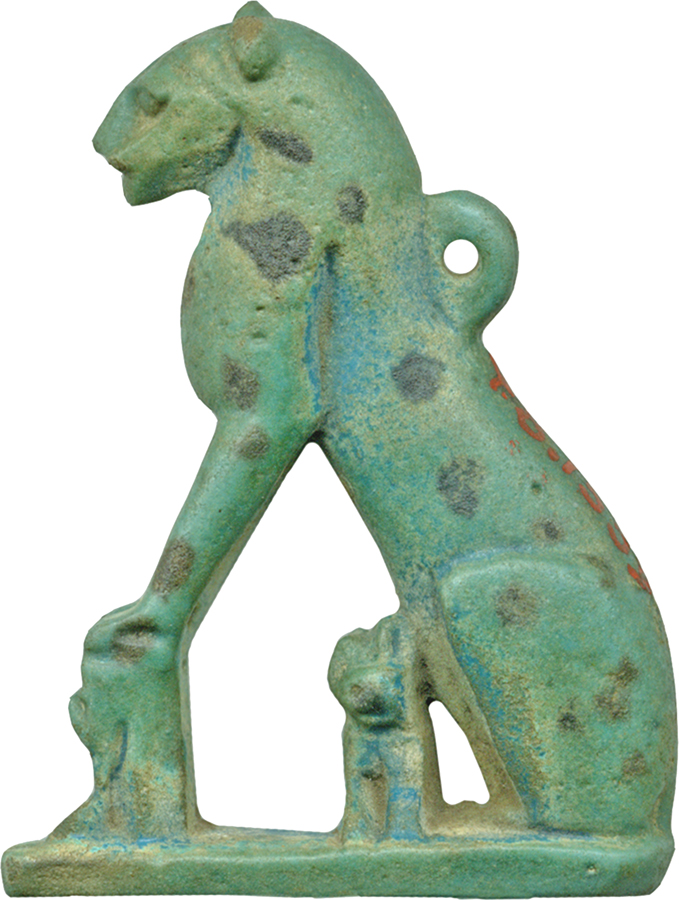
Macskát ábrázoló amulett

A földrajzi környezet az egyiptomi ókorban folyamatosan változott. A korábban szavanna jellegű Szahara sivatagosodása fokozatosan haladt előre. Az Óbirodalom kezdetei idején a Nílus völgye még óriási mocsaras vidék volt, a kiemelkedéseken dús fű nőtt, akáciaerdők és szikomorfák között oroszlánok és más nagymacskák, zsiráfok, gazellák éltek. A sivatagosodás előrehaladtával a pásztornépek a folyóvölgybe szorultak, a nagyvadak pedig fokozatosan visszahúzódtak a délebbi szavannákra. A sivatag szélén egyre inkább csak sakálok, rókák, hiénák éltek, a növényevőket a maradék antilopok, gazellák, kecskefélék képviselték.
A háziasított állatok közül a szarvasmarha, juh, kecske, sertés, szamár és ló voltak a legfontosabbak. Sok más állat háziasításával is kísérleteztek, mint a gazellákkal, tehénantilopokkal, sőt hiénákkal is, kevés sikerrel. A kutyákat valószínűleg a mindenfelé kóborló sakálok közül tenyésztették ki még az ősi korban. Az Újbirodalom korában már számos kutyafajta létezett, az egyiptomiak nevet is adtak kedvenceiknek, néhány fáraó ünnepélyes temetésben részesíttette elhunyt kutyáját. Igazi kultusza azonban a macskáknak volt, nekik saját istenük is volt az egyiptomi panteonban. Básztet. A fáraók udvarában sok különleges, egzotikus és veszélyes vadat is tartottak.
Egyiptom legveszélyesebb állatai a folyókban és mocsarakban élő vízilovak és a krokodilok voltak, ezek szedték a legtöbb áldozatot a lakosság körében. A vízilovak fogából készült ékszerek nagy értéket képviseltek. A fáraók környezetében egzotikus, távoli vidékekről hozatott állatokat is tartottak.
A rovarvilág jellegzetes képviselői a mindenütt jelen lévő legyek, a méhek, a veszélyes skorpiók, amiket annyira tiszteltek, hogy több uralkodó is róluk nevezte el magát (I. Skorpió, II. Skorpió) és Egyiptom egyik szent állata, a szkarabeusz. Rengeteg volt a béka, ezért az egyiptomi írás hieroglifái között a 100.000-es számot a béka jeléből alakították ki. A „sok” jelölésére pedig gyík alakú írásjelet alkalmaztak. Több mint harminc kígyófaj is élt az országban, köztük sok halálos marású.
A Nílus partján buja növényzet tenyészett. A legjelentősebb közülük a sokféle célra, de elsősorban az íráshoz használt papirusz készítésére használt papiruszsás, valamint szépsége miatt a lótuszvirág voltak. A termesztett növények közül a legfontosabbak a tönkölybúza, az árpa és a len. Fák csak kis csoportokban, ligetekben fordultak elő, köztük a szikomorfa, a nílusi akácia, a tamariszkusz, fűz, olajfa, krisztustövis és a moringafa, mely utóbbinak a terméséből sajtolják a behenolajat. A legfontosabbak a sokoldalúan hasznosítható pálmafélék. A hazai fák nem elégítették ki a szükségleteket, ezért sok faanyagot importáltak is, főleg Föníciából cédrust, tiszafát, fenyőféléket. A fa annyira drága volt, hogy a csónakokat, bútorokat kis fadarabokból állították össze nagy ügyességgel.

## II. Ramszesz korának jelentősebb egyiptomi városai

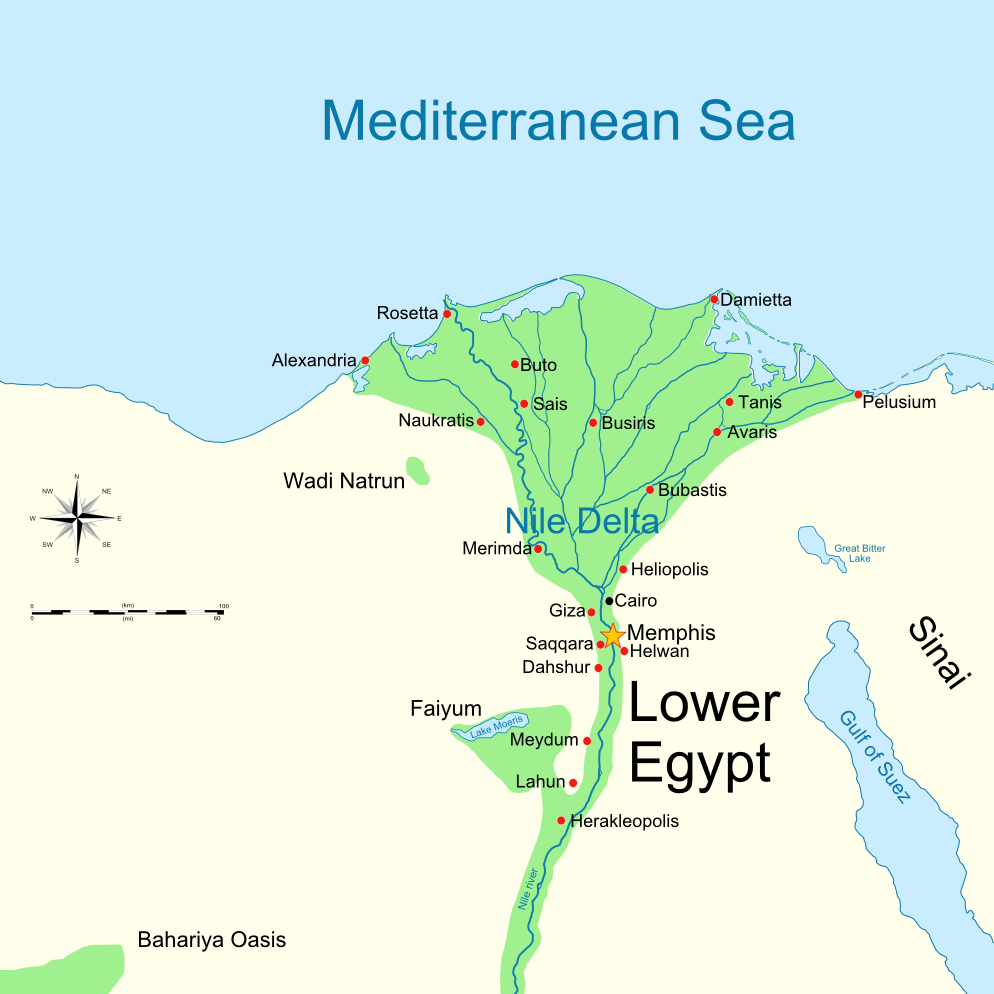
Alsó-Egyiptom városai

A városok helyzete az óegyiptomi történelem során gyakran és gyorsan változott. A fáraók számos esetben jelöltek ki, és építtettek fel meglepően rövid idő alatt új fővárosokat.
Per-Ramszeszt, II. Ramszesz székhelyét a fáraó alapította a Nílus deltájának keleti szélén, a „Ré vize” nevű folyóág mentén, Avarisz, az egykori hükszosz főváros szomszédságában. Hamarosan nyüzsgő folyami kikötőváros lett. Tőle délre feküdt Bubasztisz (korabeli egyiptomi nevén Per-Basztet, Básztet, a macskák istennőjének városa. Az istennő ünnepén a városban Hérodotosz forrásai szerint százezrek gyűltek össze. A következő jelentősebb város Nai-ta-hut (a modern Egyiptomban Tell el-Mukdam, régi görög nevén Leontopolisz), a hükszoszok egykori székhelye. Héliopolisz egy csatornán át közelíthető meg a folyóról.
A delta nyugati ága oldalán volt Per Uadzset (Buto), a kobraistennő városa, valaha Alsó-Egyiptom fővárosa. A közelében található Szaisz is, Neith, a háború, a vadászat, valamint a szövés istennőjének a központja. Memphisz, a birodalom első igazi fővárosa ebben a korszakban is az egyik legfontosabb közlekedési, gazdasági és kulturális centrum, környékén a más akkor is messze földön híres piramisokkal.
A távolabb délen, már Felső-Egyiptomban található Théba (ókori egyiptomi nevén Uaszet) a kor legnevezetesebb városai közé tartozott hatalmas templomegyüttese miatt. Mindennapi életét azonban éppúgy a tömeg, hangzavar és a piszkos utcák jellemezték, mint a többi egyiptomi nagyvárosét. A városban több országos és helyi ünnepet tartottak, mint bárhol másutt az országban. Az újév ünnepe, a wepet renpet július huszadika környékére esett az egyiptomi világi naptár szerint. A halottak napját, az Uak-ünnepet az újév után tizenhét nappal ülték meg. Az egész országban a leglátványosabb ünnep a thébai Opet-ünnep volt, amit a második hónapban tartottak, de akár huszonhét napig is eltarthatott. Ezeken kívül is gyakran voltak azonban a városban nagyobb és kisebb ünnepek, szinte minden templomnak volt saját ünnepsége is.

## Kapcsolódó szócikk
- Ókori egyiptomi naptár
- Homoszexualitás az ókori Egyiptomban